# Аваса
Ава́са (амх. አዋሳ ʾäwasa, Hawassa) — місто в південно-центральній частині Ефіопії, столиця регіону Народів і народностей півдня. Є центром вореди Аваса, яка територіально розташована на півночі зони Сідамо, але адміністративно є окремою одиницею рівня зони — «Міська адміністрація Аваса» (Hawassa City Administration ).

## Географія
Місто Аваса розташоване в центральній частині країни, за 270 км на південь від Аддис-Абеби, за 130 км на схід від Содді, за 75 км на північ від міста Ділла та за 1125 км від Найробі. Знаходиться на березі озера Аваса, на висоті 1679 м над рівнем моря. Через місто проходить траса Аддис-Абеба — Найробі.

### Клімат
Місто знаходиться у зоні, котра характеризується морським кліматом. Найтепліший місяць — березень із середньою температурою 25 °C (77 °F). Найхолодніший місяць — липень, із середньою температурою 21.5 °С (70.7 °F).
| Клімат Аваси            | Клімат Аваси | Клімат Аваси | Клімат Аваси | Клімат Аваси | Клімат Аваси | Клімат Аваси | Клімат Аваси | Клімат Аваси | Клімат Аваси | Клімат Аваси | Клімат Аваси | Клімат Аваси | Клімат Аваси |
| Показник                | Січ.         | Лют.         | Бер.         | Квіт.        | Трав.        | Черв.        | Лип.         | Серп.        | Вер.         | Жовт.        | Лист.        | Груд.        | Рік          |
| Середній максимум, °C   | 29           | 29           | 29           | 28           | 27           | 25           | 24           | 24           | 25           | 26           | 28           | 28           | 26,8         |
| Середня температура, °C | 24           | 24,5         | 25           | 24,5         | 23,5         | 22           | 21,5         | 21,5         | 22           | 22,5         | 23,5         | 23,5         | 23,2         |
| Середній мінімум, °C    | 19           | 20           | 21           | 21           | 20           | 19           | 19           | 19           | 19           | 19           | 19           | 19           | 19,5         |
| Норма опадів, мм        | 30           | 45           | 65           | 100          | 120          | 105          | 130          | 130          | 115          | 80           | 30           | 15           | 965          |
| Днів з дощем            | 6            | 9            | 14           | 17           | 17           | 16           | 20           | 20           | 21           | 13           | 6            | 4            | 163          |
| ----------------------- | ------------ | ------------ | ------------ | ------------ | ------------ | ------------ | ------------ | ------------ | ------------ | ------------ | ------------ | ------------ | ------------ |
| Джерело: Weatherbase    |              |              |              |              |              |              |              |              |              |              |              |              |              |

## Загальна інформація
До 1995 року місто було центром провінції Сидамо. У місті розташований університет Аваса, коледж, великий ринок та аеропорт. Головною визначною пам'яткою є церква Святого Габріеля і стадіон Кенема. Основним заняттям населення і джерелом доходу є рибальство на місцевому озері.

## Населення
За даними Центральної статистичної агенції, на 2007 рік населення зони Аваса складає 258 808 осіб, з них 133 123 чоловіки та 125 685 жінок. Населення власне міста становить 157 879 осіб. Етнічний склад: сідамо (48,67 %); амхара (15,43 %); воламо (13,9 %); оромо (5,21 %) та гураге (4,33 %); частка всіх інших народностей становить 12,46 %. Мова сідамо вважають рідною 47,97 % населення; імхарська — 31,01 %; воламо — 9,58 %; оромо — 2,07 %; 9,37 % назвали іншу мову в якості рідної. 59,71 % населення — протестанти; 26,99 % — послідовники ефіопської православної церкви; 8,14 % — мусульмани і 3,78 % — католики.
За даними перепису 1994 року населення міста налічувало 69 169 осіб.